# Зелёный Гай (Раздольская сельская община)
Зелёный Гай (укр. Зелений Гай) — село,
Раздольская сельская община,
Васильевский район,
Запорожская область,
Украина.
Код КОАТУУ — 2325284402. Население по переписи 2001 года составляло 276 человек.

## Географическое положение
Село Зелёный Гай находится на расстоянии в 2 км от села Черноземное и в 2,5 км от села Переможное.

## История
- 1920 год — дата основания.